# 5. volilna enota (Slovenija)
5. volilna enota je volilna enota v Sloveniji, ki obsega območja občin: Celje, Dravograd, Mozirje, Radlje ob Dravi, Ravne na Koroškem, Slovenj Gradec, Velenje, Žalec, Šentjur pri Celju; sedež enote je v Celju.
Enota je razdeljena na 11 volilnih okrajev:
- 1.  volilni okraj: občina Šentjur, ki obsega območje krajevnih skupnosti: Blagovna, Dobje pri Planini, Dramlje, Gorica pri Slivnici, Kalobje, Loka pri Žusmu, Planina pri Sevnici, Ponikva pri Grobelnem, Prevorje, Šentjur-Center, Šentjur-Okolica (sedež: Šentju);
- 2.  volilni okraj: del občine Celje, ki obsega območje krajevnih skupnosti: Svetina, Teharje, Štore, Ljubečna, Vojnik, Frankolovo, Strmec pri Vojniku, Šmartno v Rožni dolini, Škofja vas, Ostrožno, Hudinja, Lava, Dečkovo naselje, Dobrna pri Celju (sedež: Celje);
- 3.  volilni okraj: del občine Celje, ki obsega območje krajevnih skupnosti: Trnovlje pri Celju, Nova vas, Gaberje, Dolgo polje, Otok Slavko Šlander, Aljažev hrib, Center, Otok Savinja, Otok Karel Destovnik Kajuh, Pod gradom, Medlog (sedež: Celje);
- 4.  volilni okraj: del občine Žalec, ki obsega območje krajevnih skupnosti: Galicija, Vinska Gora, Ponikva pri Žalcu, Gotovlje, Šempeter v Savinjski dolini, Polzela, Andraž nad Polzelo, Žalec, Vrbje (sedež: Žalec);
- 5.  volilni okraj: del občine Žalec, ki obsega območje krajevnih skupnosti: Levec, Liboje, Petrovče, Griže, Šešče pri Preboldu, Prebold, Trnava, Braslovče, Gomilsko, Letuš, Tabor, Vransko (sedež: Žalec);
- 6.  volilni okraj: občina Mozirje, ki obsega območje krajevnih skupnosti: Bočna, Gornji Grad, Ljubno ob Savinji, Luče ob Savinji, Mozirje, Nazarje, Nova Štifta, Rečica ob Savinji, Solčava, Šmartno ob Dreti (sedež: Mozirje);
- 7.  volilni okraj: del občine Velenje, ki obsega območje krajevnih skupnosti: Šentilj, Bevče, Gorica, Velenje Šalek, Paka pri Velenju, Velenje Center levi breg, Edvard Kardelj, Velenje Konovo, Velenje Šmartno, Velenje Stara vas, Škale, Cirkovce (sedež: Velenje);
- 8.  volilni okraj: del občine Velenje, ki obsega območje krajevnih skupnosti: Velenje Center desni breg, Podkraj-Kavče, Velenje Staro Velenje, Pesje, Bele Vode, Gaberke, Gorenje, Lokovica, Plešivec, Ravne, Skorno-Florjan, Šmartno ob Paki, Šoštanj, Topolšica, Zavodnje (sedež: Velenje);
- 9.  volilni okraj: občina Slovenj Gradec, ki obsega območje krajevnih skupnosti: Dolič, Mislinja, Podgorje, Sele, Pameče, Slovenj Gradec, Stari trg, Šmartno pri Slovenj Gradcu (sedež: Slovenj Gradec);
- 10.  volilni okraj: občina Ravne na Koroškem, ki obsega območje krajevnih skupnosti: Črna na Koroškem, Žerjav, Kotlje, Mežica, Leše, Šentanel, Holmec, Trg-Prevalje, Polje-Prevalje, Dobja vas, Strojinska Reka, Trg-Ravne, Javornik-Šance, Čečovje (sedež: Ravne na Koroškem);
- 11.  volilni okraj: občina Dravograd, ki obsega območje krajevnih skupnosti: Šentjanž pri Dravogradu, Črneče, Dravograd, Libeliče, Trbonje in občina Radlje ob Dravi, ki obsega območje krajevnih skupnosti: Muta, Ožbalt ob Dravi, Podvelka, Radlje ob Dravi, Remšnik, Ribnica na Pohorju, Vuhred, Vuzenica, Kapla na Kozjaku (sedež: Radlje ob Dravi);